# Pelecopsis major
Pelecopsis major är en spindelart som först beskrevs av Denis 1945.  Pelecopsis major ingår i släktet Pelecopsis och familjen täckvävarspindlar.
Artens utbredningsområde är Algeriet. Inga underarter finns listade i Catalogue of Life.